# Paediatric Basic Life Support
Il Paediatric Basic Life Support (PBLS) è una procedura di soccorso che ha lo scopo prevenire il danno anossico cerebrale favorendo la ripresa spontanea del circolo e della respirazione nei casi di arresto cardio-circolatorio.
A differenza del comune Basic Life Support (BLS), il PBLS è dedicato ai pazienti in età pediatrica. Può essere praticato da chiunque senza l'ausilio di strumenti o farmaci e viene differenziato in base all'età del paziente
- neonato: da 0 a 28 giorni
- infante: da 1 mese a 12 mesi
- bambino: da oltre 12 mesi Al raggiungimento degli standard minimi per il BLSD Adulto ( >25kg di peso - > 8 anni)

## Linee guida internazionali
Ogni circa cinque anni, l'ILCOR (International Liason Commitee on Resuscitation) pubblica le linee guida aggiornate a proposito di tutte le fasi della rianimazione, sia per il personale medico che per i cosiddetti "laici", e che vengono diffuse in Europa dalla ERC European Resuscitation Council e tradotte e diffuse in Italia dall'Italian Resuscitation Council, e dall'AHA (American Heart Association) su basi di documentazione internazionale diffusa dall'.
Le linee guida prevedono una rigida sequenza di valutazioni e azioni che guidano il soccorritore, occasionale o sanitario, nel riconoscimento dell'arresto cardio-circolatorio nel bambino: tale sequenza è detta "ABC". Per i neonati i criteri attraverso cui riconoscere l'arresto cardiaco sono molto diversi e sono presentati in una sezione apposita.Le linee guida Americane (AHA) prevedono invece dall'ABC il CAB, cioè permettono al soccorritore in caso di comprovato arresto cardiaco, di cominciare subito con le compressioni cardiache, senza "perdere tempo prezioso" a monitorare la respirazione.Infatti si dice che in un soccorso " il tempo è ...cervello".Ogni minuto è prezioso.
Le linee guida del 2010 hanno visto una leggera semplificazione del protocollo pediatrico, e hanno espressamente previsto che le persone addestrate al Basic Life Support nella sua versione per adulti, ma che non hanno una specifica conoscenza di quella pediatrica, possano e debbano utilizzare la sequenza a loro nota anche su un bambino.
Coloro che desiderano imparare la versione specifica pediatrica dovrebbero inoltre ricordare che è preferibile modificare la sequenza standard aggiungendo 5 ventilazioni iniziali e praticando un minuto di RCP prima di chiamare aiuto.

## ABC
1. Verificare lo stato di coscienza chiamando il bambino e, se non c'e segno di risposta con uno stimolo doloroso, come un pizzicotto.
2. se il bambino non reagisce, se possibile, far allertare i soccorsi (in Italia componendo il 118, o 112 per le regioni con NUE abilitato)
3. posizionare il bambino supino su un piano rigido (tavolo o pavimento) e allinearne gli arti, evitando movimenti bruschi e potenzialmente dannosi
4. mettere la testa in posizione neutra:
  - nell'infante posizionando un piccolo spessore (come una tovaglia ripiegata) sotto la schiena, in modo che l'asse occhi-orecchie risulti perpendicolare al piano
  - nel bambino attraverso una modica estensione all'indietro del capo
5. verificare la presenza di respiro utilizzando la manovra GAS (Guardare l'espansione del torace, Ascoltare rumori respiratori e Sentire il flusso d'aria) per meno di 10 secondi
  - se il bambino respira, ma è ancora incosciente, va messo in posizione laterale di sicurezza e ricontrollato periodicamente in attesa dei soccorsi
  - se il bambino non respira, vanno fatte 5 delicate ventilazioni bocca-a-bocca oppure con un pallone autoespandibile da 500 ml; se non cambia nulla si inizia con la rianimazione cardiopolmonare.
6. se si è soli, è consigliabile allertare i soccorsi (in Italia componendo il 118) dopo un minuto dell'eventuale RCP; se i soccorsi sono già stati attivati, richiamare e comunicare le condizioni del bambino.

In caso di utilizzo del protocollo "per adulti" vengono semplicemente rimosse le 5 ventilazioni di soccorso iniziali. L'ultimo punto della sequenza sopra descritta viene così modificato:
- se il bambino non respira si inizia con la rianimazione cardiopolmonare: è inoltre questo il momento, se si è soli, di allertare i soccorsi (in Italia componendo il 118/componendo il 112 numero unico emergenze, già attivo in diverse regioni); se i soccorsi sono già stati attivati, richiamare e comunicare le condizioni del bambino.

### Procedura per i neonati
Nel caso di bambini appena nati, se essi presentano
- atonia muscolare
- pianto flebile o assente
- frequenza respiratoria inferiore ai 30 respiri al minuto
- frequenza cardiaca inferiore ai 110 battiti al minuto

è necessario iniziare le ventilazioni ad un ritmo di 30 al minuto. Se dopo 15 ventilazioni (trenta secondi) il battito cardiaco si mantiene sotto i 60 al minuto è necessario iniziare le manovre di rianimazione, altrimenti continuare.

### Versione per operatori sanitari
Agli operatori sanitari è consigliato l'uso, se disponibile, di una cannula oro-faringea: nell'infante va posizionata mediante l'uso di un abbassalingua e senza ruotarla.
Dopo le prime 5 ventilazioni, se efficaci, è inoltre consigliabile la ricerca di segni di circolo "MOTORE" (Movimenti, Tosse, Respiro) e solo eventualmente quella del polso, per meno di 10 secondi:
- se ci sono segni di circolo o una frequenza cardiaca superiore a 60 si continua con le ventilazioni, ad un ritmo di 20 al minuto
- se non si sente il polso e non ci sono segni di circolo si inizia con la rianimazione cardiopolmonare

Se invece l'aria non passa, considerare una ostruzione da corpo estraneo e continuare con le compressioni toraciche (previste dalle manovre di disostruzione pediatriche in caso di bambino incosciente).

## Rianimazione cardiopolmonare

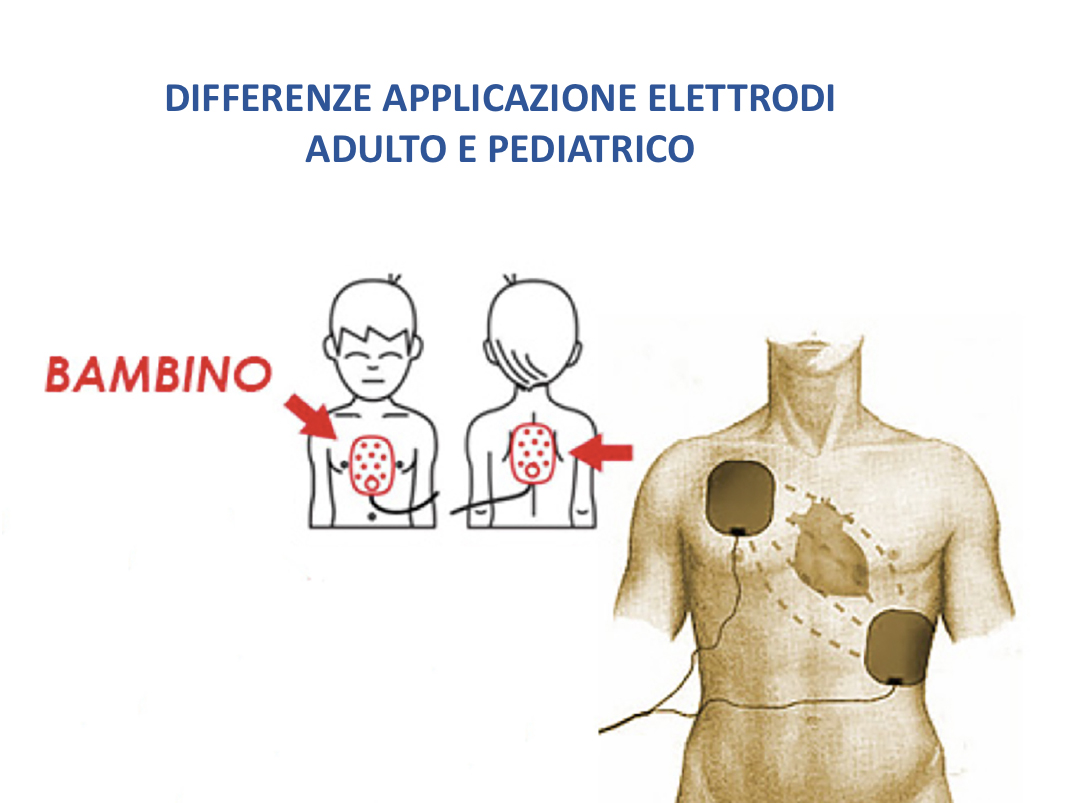
Posizionamento degli elettrodi se distano tra loro almeno 3 cm

Il massaggio cardiaco va eseguito premendo sulla metà inferiore dello sterno e comprimendo il torace di circa 1/3, per circa 5 centimetri, ad una frequenza tra le 100 e le 120 compressioni al minuto.
- Nel neonato e nell'infante si utilizzano due dita, avendo cura di mantenere sempre ferma e in posizione la testa. Le dita possono essere quelle di una stessa mano oppure i due pollici: in questo caso, ci si farà aiutare per il posizionamento della testa.
- Nel bambino si utilizza tipicamente una mano sola; se la corporatura del paziente lo consente, si può utilizzare anche la tecnica classica a due mani. La tecnica a due mani è meno faticosa e, se la rianimazione si prolunga, consente al soccorritore di mantenere una buona performance. Questo fa comprendere in maniera importante, quanto sia determinante (nel caso fosse presente) effettuare la rianimazione in due soccorritori al fine di mantenere una perfusione cerebrale ottimale, con l'alternanza dei due soccorritori.

Il rapporto compressioni-ventilazioni deve essere:
- nel neonato di una ventilazione ogni 3 compressioni (3:1)
- nell'infante e nel bambino di 2 ventilazioni ogni 15 compressioni (15:2)[6][7]

Le ventilazioni bocca-bocca devono essere praticate solo se il soccorritore si sente al sicuro dai possibili rischi biologici: in caso di dubbio, è possibile e consigliato praticare le sole compressioni toraciche, senza sosta alcuna. In questo caso l'aria entrerà nei polmoni per induzione, durante le compressioni ed il rilascio del torace.
La rianimazione deve essere continuata limitando al minimo le interruzioni delle compressioni toraciche fino all'arrivo dei soccorsi, fino a che il bambino appaiono segni di presenza di circolo (movimento, tosse) o a respirare autonomamente, o fino allo stremo delle forze. È di fondamentale importanza che le manovre di rianimazione vengano effettuate su un piano rigido e non su superfici morbide (culla, letto) che potrebbero rendere inefficaci le compressioni.

### Defibrillazione semiautomatica
Nel caso fossero disponibile un defibrillatore semiautomatico (DAE) ed il personale formato al suo utilizzo, esso può essere utilizzato su bambini con almeno 1 anno di vita, impiegando elettrodi pediatrici con attenuatore di energia se il paziente ha un'età inferiore agli 8 anni e pesa meno di 25 kg.
Se gli elettrodi distano tra loro almeno 3 centimetri si utilizza il normale posizionamento da adulto: uno "sternale" (sul torace sotto la clavicola destra) e uno "apicale" (a metà del torace, sulla linea ascellare sinistra)
In caso contrario si posiziona l'elettrodo sternale sempre alla stessa altezza ma sotto la clavicola sinistra (dal lato del cuore) e il secondo, quella apicale, va posizionato sulla schiena specularmente al primo, in modo che il cuore sia esattamente tra i due. Nel caso in cui il bambino abbia un'età compresa tra 1 anno e 8 anni si potranno utilizzare piastre con attenuatore pediatrico a 75 joule (mentre per l'adulto la scarica è impostata a 150 joule con i defirillatori di nuova generazione "bifasica"). In questo caso avendo l'attenuatore si potranno applicare le piastre o come l'adulto, o se lo spazio del torace è troppo piccolo ANTERO-POSTERIORMENTE. La cosa importante è che le piastre siano SEMPRE a 3 cm di distanza l'una dall'altra. La legislazione prevede che nel caso in cui ci si trova davanti ad un bambino di età compresa tra 1 anno e 8 anni, ma in assenza di piastre pediatriche, è possibile utilizzare le piastre per adulto. Il fine è quello di salvaguardare la vita del bambino ad ogni costo. Ma è molto importante controllare la presenza di piastre pediatriche all'interno della borsa e negli scompartimenti interni.

## Ostruzione da corpo estraneo
Nel caso in cui il bambino abbia ingerito qualcosa che gli ostruisce le vie aeree, o nel caso in cui ci si accorga che le vie aeree non sono libere (ad esempio perché non passa l'aria durante la respirazione bocca-a-bocca), bisogna attuare le manovre di disostruzione.
Se il bambino si lamenta ma riesce a piangere, tossire o anche a parlare è necessario non fare nulla (evitando quindi pacche o colpi), ma semplicemente incoraggiarlo a tossire; è consigliato allertare comunque i soccorsi, spiegando la situazione all'operatore di emergenza.
Se invece il bambino è comunque cosciente ma non riesce né a tossire né a parlare, si porta le mani alla gola e dà rapidi segni di cianosi è opportuno evitare di inserire dita nella gola ma attuare le manovre di disostruzioni pediatriche.
Nell'infante, posizionarlo su un piano rigido ed alternare
- fino a 5 colpi (pacche) sulla schiena, tra le scapole, avendo cura di non colpirne la testa (via di fuga laterale)
- fino a 5 compressioni toraciche, con la stessa tecnica del massaggio cardiaco (vedi sopra)

Nel bambino, porsi alle sue spalle ed alternare
- fino a 5 colpi (pacche) sulla schiena, tra le scapole, avendo cura di non colpirne la testa (via di fuga laterale) e sostenendolo con l'altra mano
- fino a 5 compressioni subdiaframmatiche, effettuate abbracciando il bambino, ponendo le mani "a pugno" nella zona sottostante lo sterno e dando un colpo deciso verso l'alto e verso di sé, con la stessa tecnica della manovra di Heimlich

Continuare ad alternare 5 colpi interscapolari a 5 compressioni fino all'avvenuta disostruzione, all'arrivo dei soccorsi o allo sfinimento fisico del soccorritore.
Se il bambino diventa incosciente, continuare seguendo la stessa procedura per la rianimazione pediatrica, ovvero alternare le compressioni toraciche alle ventilazioni di soccorso.